# Dmitri Karpov
Dmitri Karpov (Qarağandı, 23 juli 1981) is een Kazachse voormalige meerkamper. Hij won een bronzen medaille op de Olympische Spelen, waar hij in totaal drie keer aan deelnam. Naast een sterk meerkamper was hij ook een goed sprinter. Zo werd hij in 2003 Kazachs kampioen op de 200 m.

## Loopbaan
Zijn eerste succes behaalde Karpov in 1999 met het winnen van het onderdeel tienkamp op de Kazachse kampioenschappen met 6875 punten. In 2002 behaalde hij zilver op de Aziatische Spelen in het Koreaanse Busan. Met 7995 punten eindigde hij achter de Chinees Qi Haifeng (goud) en de Qatarees Ahmed Hassan Moussa (brons). In 2003 zou hij voor de eerste maal door de 8000-puntengrens heen breken. Op de wereldkampioenschappen van 2003 in Parijs werd hij derde met 8374 punten.
Dmitri Karpov begon 2004 door op de zevenkamp het Aziatisch record te verbeteren naar 6155 punten. Outdoor verbeterde hij het Aziatisch record gelijk tweemaal. Als eerste op de Mösle Mehrkampf-Meeting in Götzis met 8512 punten, wat hem een tweede plaats opleverde achter de Tsjech Roman Šebrle. Op de Olympische Spelen van Athene in 2004 won hij een bronzen medaille op de tienkamp. Met 8725 punten eindigde hij achter Roman Šebrle (goud) en Amerikaan Bryan Clay.
Na een zwak 2005 won hij in 2006 de IAAF Combined Events Challenge. Begin december won hij in Doha de Aziatische Spelen.
Op de WK van 2007 in Osaka won hij het brons achter Roman Šebrle (goud) en de Jamaicaan Maurice Smith. Op de wereldindoorkampioenschappen van 2008 in Valencia won hij een bronzen medaille op de zevenkamp. Met 6131 punten eindigde hij achter de Amerikaan Bryan Clay (goud; 6371 p) en de Wit-Rus Andrej Krawtsjanka (zilver; 6234 p). Op de Olympische Spelen in Peking, later dat jaar, moest hij op de tienkamp al na het eerste nummer, de 100 m, de strijd geblesseerd staken.

## Titels
- Aziatische Spelen kampioen tienkamp - 2006, 2010, 2013
- Aziatisch kampioen tienkamp - 2013
- Aziatisch indoorkampioen zevenkamp - 2012, 2014
- Oost-Aziatische Spelen kampioen tienkamp - 2001
- Kazachs kampioen 200 m - 2003
- Kazachs kampioen tienkamp - 1999
- Kazachs indoorkampioen 60 m horden - 2004
- Kazachs indoorkampioen kogelstoten - 2007
- Kazachs indoorkampioen zevenkamp - 2002, 2003

## Persoonlijke records
Outdoor
| Onderdeel            | Prestatie          | Datum            | Plaats              |
| -------------------- | ------------------ | ---------------- | ------------------- |
| 100 m                | 10,69 s (+0,8 m/s) | 24 juni 2006     | Ratingen            |
| 200 m                | 21,65 s            | 26 juli 2003     | Almaty              |
| 400 m                | 46,81 s            | 23 augustus 2004 | Athene              |
| 1500 m               | 4.32,34            | 25 juni 2006     | Ratingen            |
| 110 m horden         | 13,93 s (+0,5 m/s) | 1 januari 2002   | Almaty              |
| hoogspringen         | 2,12 m             | 10 mei 2003      | Desenzano del Garda |
| polsstokhoogspringen | 5,30 m             | 1 juni 2008      | Götzis              |
| verspringen          | 8,05 m (+1,2 m/s)  | 23 juni 2002     | Almaty              |
| kogelstoten          | 16,95 m            | 24 november 2010 | Guangzhou           |
| discuswerpen         | 52,80 m            | 31 juli 2004     | Minsk               |
| speerwerpen          | 60,31 m            | 25 juni 2006     | Ratingen            |
| tienkamp             | 8725 p             | 24 augustus 2004 | Athene              |

Indoor
| Onderdeel            | Prestatie | Datum            | Plaats    |
| -------------------- | --------- | ---------------- | --------- |
| 60 m                 | 7,03 s    | 8 februari 2004  | Moskou    |
| 1000 m               | 2.42,34   | 7 maart 2004     | Boedapest |
| 60 m horden          | 7,79 s    | 22 februari 2003 | Moskou    |
| hoogspringen         | 2,11 m    | 9 februari 2002  | Karaganda |
| polsstokhoogspringen | 5,20 m    | 9 maart 2008     | Valencia  |
| verspringen          | 7,99 m    | 8 februari 2004  | Moskou    |
| kogelstoten          | 16,26 m   | 18 februari 2012 | Hangzhou  |
| zevenkamp            | 6229 p    | 16 februari 2008 | Tallinn   |

## Palmares

### 200 m
- 2003:  Kazachse kamp. - 21,65 s

### 60 m horden
- 2004:  Kazachse indoorkamp. - 8,01 s

### 110 m horden
- 2002: 5e Aziatische Spelen - 14,47 s

### verspringen
- 2002: 8e Aziatische kamp. - 7,70 m

### kogelstoten
- 2007:  Kazachse indoorkamp. - 15,78 m

### zevenkamp
- 2002:  Kazachse indoorkamp. - 6033 p
- 2003:  Kazachse indoorkamp. - 5866 p
- 2004: 4e WK indoor - 6155 p
- 2008:  WK indoor - 6131 p
- 2012:  Aziatische indoorkamp. - 5928 p
- 2014:  Aziatische indoorkamp. - 5752 p

### tienkamp
- 1999:  Kazachse kamp. - 6875 p
- 2000: 4e WK U20 - 7366 p
- 2001:  Oost-Aziatische Spelen - 7567 p
- 2002:  Aziatische Spelen - 7995 p
- 2003:  WK - 8374 p
- 2004:  OS - 8725 p
- 2004:  IAAF World Combined Events Challenge - 25336 p
- 2005: DNF WK
- 2006:  Mehrkampf-Meeting Ratingen - 8414 p
- 2006:  Aziatische Spelen - 8384 p
- 2006:  Décastar - 8438 p
- 2006:  IAAF World Combined Events Challenge - 25145 p
- 2007:  WK - 8644 p
- 2008: DNF OS
- 2008:  Hypomeeting - 8504 p
- 2009: 21e WK - 7952 p
- 2010:  Aziatische Spelen - 8026 p
- 2011: 21e WK - 7550 p
- 2012: 18e OS - 7926 p
- 2013:  Aziatische kamp. - 8037 p
- 2014: 4e Aziatische Spelen - 7749 p